# グリーゼ832b
グリーゼ832b (Gliese 832 b) は、地球から見てつる座の方向に約16光年離れた位置にある赤色矮星グリーゼ832を公転する太陽系外惑星である。2008年にオーストラリアのアングロ・オーストラリアン天文台でドップラー分光法による視線速度観測を行った研究チームにより発見された。

## 特徴
グリーゼ832bは木星のような巨大ガス惑星であるとみられ、ドップラー分光法による観測から当初求められた下限質量は木星の7割程度で、グリーゼ832からの軌道長半径が約 3.7 au の軌道を10年程度の公転周期で公転しているとされた。発見当初は、赤色矮星を公転している木星のような巨大ガス惑星としては最も公転周期が長い太陽系外惑星であった。ドップラー分光法を用いて発見された惑星であるが、摂動により地球上からの見かけのグリーゼ832の位置を0.95ミリ秒ほど揺れ動かしていると考えられたため、アストロメトリ法による検出も期待されていた。
そして、2023年と2025年に公開された3例の研究にてグリーゼ832のアストロメトリ観測の結果、グリーゼ832bが持ちうる2通りの軌道傾斜角の解が導出され、そこから算出される真の質量は木星とほぼ同程度であると求められた。